# Societas Uralo-Altaica
Die Societas Uralo-Altaica (SUA), lateinisch „Ural-altaische Gesellschaft“, ist eine internationale uralistisch-altaistische Forschungsgemeinschaft von (nach Eigenangaben) in den Bereichen Uralistik (Finnougristik, Samojedistik) und Altaistik (Turkologie, Mongolistik, Tungusologie und Koreanistik) tätigen Wissenschaftlern. Die Gesellschaft wurde 1952 gegründet. Der Sitz des eingetragenen Vereins ist in Göttingen. Von der Gesellschaft herausgegeben werden die Monographienreihe Veröffentlichungen der Societas Uralo-Altaica, die Zeitschrift Ural-altaische Jahrbücher (ebd.). und die Schriftenreihe Mitteilungen der Societas Uralo-Altaica (alle erschienen im Harrassowitz Verlag in Wiesbaden).
Amtierender Präsident (seit 2012) ist László Honti von der Károli-Gáspár-Universität der Reformierten Kirche in Budapest.

## Präsidenten
Präsidenten (Amtsantritt)
- Erich Mende 1952
- Fritz von Twardowski 1957
- Gunnar Jarring 1976
- Walther Heissig 1985
- Wolfgang Veenker 1995
- Ulla Johansen 1998
- András Róna-Tas 2006
- László Honti 2012
- Lars-Gunnar Larsson 2018